# Victor Fleuret
Pour les articles homonymes, voir Fleuret (homonymie).
Victor Fleuret est un homme politique français né le 27 avril 1861 à Aigonnay (Deux-Sèvres) et mort le 24 septembre 1935 à Aigonnay.
Cultivateur et marchand de vin, il est conseiller municipal d'Aigonnay en 1888 et maire de 1912 à 1932, conseiller d'arrondissement de 1893 à 1899 et conseiller général du canton de Celles-sur-Belle de 1899 à 1931 et député des Deux-Sèvres de 1914 à 1919, siégeant sur les bancs radicaux. 

## Sources
- « Victor Fleuret », dans le Dictionnaire des parlementaires français (1889-1940), sous la direction de Jean Jolly, PUF, 1960 [détail de l’édition]